# 黒澤葉月
黒澤 葉月（くろさわ はづき、1988年4月7日 - ）は日本のグラビアアイドル、タレント、イベントコンパニオン。ハッピーストライク、シャイニングイブを経て、ジオプロモーションに所属。
神奈川県横浜市出身。実践女子短期大学卒業。

## 来歴
- 2008年、 スーパー耐久のA-ONEレースクイーンを行っていたが、タレントデビューを目指すためハッピーストライク所属となる。
- 2009年、シャイニングイブ（シャイニングウィルの関連子会社）に移籍。
- 2012年、アイドルユニット「ロマンスターズ」に加入することを発表し、同時にジオプロモーションに所属。
- ロマンスターズでのイメージカラーは紫。プロデューサーである鎌田紘子によって決定された。

## 人物
- 趣味：料理、音楽鑑賞
- 特技：浴衣の着付け
- 昭和末期～平成初期のアニメを好む。
- 好きなキャラクターはスナフキン（ムーミン）

## 出演
太字はレギュラー番組。

### テレビ
- ヨロシクまんでぃ　（テレビ埼玉、2010年）
- 新撰組PEACE MAKER（TBS、2010年）
- 南まりか＆キャプテン渡辺の真王伝説　（テレビ埼玉、2011年12月 - ）

### ラジオ
- こんばんは“音楽”仲間たち「黒澤葉月のゆ・う・う・つ・」　レギュラー（栃木放送、2009年5月 - ）

### 映画
- 空想アイドル7 ～みんなの夢はミナノユメ～（2011年6月18日、ZYANGIRI）

## 作品

### イメージDVD
1. うれしハヅかし（2011年8月30日、オルスタックピクチャーズ）